# Cantón de Prahecq
El cantón de Prahecq era una división administrativa francesa, que estaba situada en el departamento de Deux-Sèvres y la región de Poitou-Charentes.

## Composición
El cantón estaba formado por ocho comunas:
- Aiffres
- Brûlain
- Fors
- Juscorps
- Prahecq
- Saint-Martin-de-Bernegoue
- Saint-Romans-des-Champs
- Vouillé

## Supresión del cantón de Prahecq
En aplicación del Decreto n.º 2014-176 de 18 de febrero de 2014, el cantón de Prahecq fue suprimido el 22 de marzo de 2015 y sus 8 comunas pasaron a formar parte; siete del nuevo cantón de La Llanura de Niort y una del nuevo cantón de Frontenay-Rohan-Rohan.